# Gonomyia katangae
Gonomyia katangae är en tvåvingeart som beskrevs av Alexander 1937. Gonomyia katangae ingår i släktet Gonomyia och familjen småharkrankar. Inga underarter finns listade i Catalogue of Life.